# Pages immortelles
Pour plus de détails, voir Fiche technique et Distribution.
Pages immortelles (titre original : Es war eine rauschende Ballnacht) est un film allemand réalisé par Carl Froelich en 1939.

## Synopsis
En 1865 à Moscou, la chanteuse Katherina Mourakine, mal mariée, retrouve le compositeur Piotr Ilitch Tchaïkovski, son amour d'antan. Celui-ci sollicite son aide financière, ce à quoi elle consent sous le sceau du secret.

## Fiche technique
- Titre français : Pages immortelles
- Titre original : Es war eine rauschende Ballnacht
- Réalisateur et producteur : Carl Froelich, pour la UFA
- Scénario : Géza von Cziffra
- Dialogues : Frank Thiess
- Directeur artistique : Franz Weihmayr
- Décors : Franz Schroedter
- Costumes : Herbert Ploberger (non crédité)
- Directeur de la photographie : Franz Weihmayr
- Montage : Gustav Lohse (non crédité)
- Musique : Piotr Ilitch Tchaïkovski
- Musique additionnelle et direction musicale de l'orchestre du Staatsoper de Berlin : Theo Mackeben
- Langue : allemand
- Pays de production :  Reich allemand
- Genre : Film musical - Noir et blanc - 94 minutes
- Date de sortie : 
  - Troisième Reich : 15 août 1939

## Distribution
- Zarah Leander (VF : Claude Daltys) : Katherina Alexandrowna Mourakine
- Aribert Wäscher : Michael Ivanovitch Mourakine
- Hans Stüwe : Piotr Ilitch Tchaïkovski
- Marika Rökk : Nastassia Petrovna Jarova
- Leo Slezak : Le professeur de chant Otto Hunsinger
- Fritz Rasp :  Porphyre Philippovitch Krouglikov
- Paul Dahlke : Ivan Cassarovitch Glykov
- Hugo Froelich : Le père Jarov
- Karl Haubenreißer : L'agent de concert Grouda Satovitch
- Karl Hellmer : Le maître-d'hôtel Stepan
- Wolfgang von Schwindt : L'oncle Jarov
- Kurt Vespermann : Ferdychtchenko
- Ernst Dumcke : Dimitri Pavlovitch Milioukine
- Karl Hannemann (en) : Piotr, un domestique
- Grete Greef-Fabri : Madame Jarova, la mère de Nastassia
- Franz Stein : Le docteur Ossorguine
- Armin Süssenguth : Le grand-prince Konstantin Konstantinovitch
- Leopold von Ledebur : Le général

## À noter
- Le scénario s'inspire très librement des rapports bien connus entre Tchaïkovski et son mécène, Nadejda von Meck[réf. nécessaire].
- Ce film a été présenté à la Mostra de Venise le 13 août 1939 et y reçoit une médaille de bronze[réf. nécessaire].
- La chanson Nur nicht aus Liebe weinen, interprétée par Zarah Leander, est une chanson restée fameuse dans les pays germanophones.[réf. nécessaire]